# Brachyglenis guianensis
Brachyglenis guianensis är en fjärilsart som beskrevs av Hall 1939. Brachyglenis guianensis ingår i släktet Brachyglenis och familjen Riodinidae. Inga underarter finns listade i Catalogue of Life.